# (417) Suevia
(417) Suevia – planetoida z pasa głównego asteroid okrążająca Słońce w ciągu 4 lat i 253 dni w średniej odległości 2,8 j.a. Została odkryta 6 maja 1896 roku w Landessternwarte Heidelberg-Königstuhl w Heidelbergu przez Maxa Wolfa. Nazwa planetoidy pochodzi od Suevia, nazwy studenckiego bractwa na Uniwersytecie w Heidelbergu. Przed jej nadaniem planetoida nosiła oznaczenie tymczasowe (417) 1896 CT.